# Udjahorresnet
Udjahorresnet war im 6. Jahrhundert v. Chr. ein hoher ägyptischer Beamter am Ende der 26. und am Beginn der 27. Dynastie. Sein Haupttitel war der eines Chefarztes.

## Historische Quellen

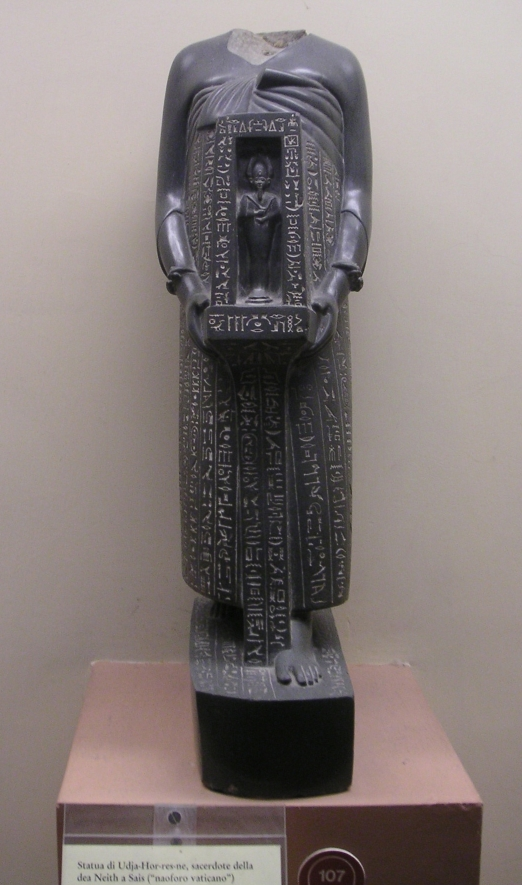
Statue des Udjahorresnet im Museo Gregoriano Egizio

Udjahorresnet ist in Abusir begraben worden, wo sich sein gigantisches Schachtgrab fand und von 1980 bis 1993 ausgegraben wurde. Es war jedoch schon geplündert worden. Udjahorresnet ist aber vor allem von seiner Statue bekannt, die heute im Museo Gregoriano Egizio von Rom aufbewahrt wird. Auf dieser Statue befindet sich eine ausführliche Biographie von Udjahorresnet und eine Aufzählung seiner zahlreichen Titel. Dieser Text ist vor allem bemerkenswert, da Udjahorresnet die Ankunft der Perser erwähnt und sich als treuen Untergebenen des Kambyses II. und Dareios I. darstellt. Die Inschrift ist bisher die einzige ägyptische Quelle, die von der Ankunft der Perser im Jahre 525 v. Chr. berichtet.

## Bedeutung
Die Person des Funktionärs Udjahorresnet wird in der Forschung kontrovers diskutiert. Vor allem die ältere Forschung sah in Udjahorresnet einen Verräter an den Ägyptern, während neuere Untersuchungen vorsichtiger in ihrem Urteil sind.

### Zur autobiographischen Inschrift
- John Baines: On the Composition and Inscriptions of the Vatican Statue of Udjahorresne. In: Peter Der Manuelian (Hrsg.): Studies in Honor of William Kelly Simpson. Band 1, Boston Museum of Fine Arts, Boston 1996, ISBN 0-87846-390-9, S. 83–92.
- Alan B. Lloyd: The Inscription of Udjahorresnet. A Collaborator’s Testament. In: Journal of Egyptian archaeology. (JEA) Band 68, 1982, S. 166–180.
- Georges Posener: La Première Domination Perse en Égypte. Recueil d’Inscriptions Hiéroglyphiques. In: Bibliothèque d’Étude. (BdE) Band 11, Kairo 1936, S. 1–26.
- Ursula Rössler-Köhler: Zur Textkomposition der naophoren Statue des Udjahorresnet/Vatikan Inv. Nr. 196. In: Göttinger Miszellen. (GM) Band 85, 1985, S. 43–54.
- Heike Sternberg-el Hotabi: Quellentexte zur Geschichte der ersten und zweiten Perserzeit in Ägypten. (= Einführungen und Quellentexte zur Ägyptologie. Band 11). Lit, Berlin/Münster 2017, ISBN 978-3-643-13817-0, S. 15–32.

### Zum Grab in der Nekropole von Abusir
- Ladislav Bareš, Květa Smoláriková, Evžen Strouhal: Abusir IV, The Shaft Tomb of Udjahorresnet at Abusir. Universitas Carolina Pragensis, Prag 1999, ISBN 80-7184-822-0.
- Miroslav Verner: La tombe d’Oudjahorresnet et le cimetière saïto-perse d’Abousir. In: Bulletin de l’Institut français d’archéologie orientale. (BIFAO) Band 89, Imprimerie de l’Institut français d’archeologie orientale (IFAO), Le Caire 1989, S. 283–290.